# Herb Orenburga

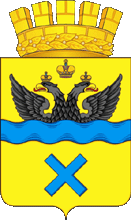
Herb Orenburga

Herb Orenburga (ros. Герб Оренбурга) – oficjalny symbol miejskim Orenburga, przyjęty w obecnej formie 10 maja 2012 roku przez radę miasta.

## Opis i symbolika
Francuska tarcza herbowa podzielona na dwa pola. W górnym barwy złotej dwugłowy czarny orzeł. Głowy orła wieńczą zamknięte korony, pomiędzy nimi znajduje się trzecia korona w takiej samej formie. Orle dzioby są złote, języki czerwone, oczy srebrne. Skrzydła uniesione, pióra odznaczone użyciem barwy srebrnej. Orzeł wyłania się z błękitnej szarfy w kształcie fali. W dolnym polu, także barwy złotej, błękitny krzyż świętego Andrzeja.
Błękitna wstęga w kształcie fali symbolizuje rzekę Ural, przepływającą przez miasto, który według intencji twórców herbu ma oddzielać Europę od Azji i pokazywać, że miasto Orenburg leży na granicy dwóch kultur. Dwugłowy orzeł imperialny ma symbolizować fakt, że miasto jest ważnym ośrodkiem Rosji oraz stolicą obwodu. Użycie orła z czasów Imperium Rosyjskiego dynastii Romanowów ma podkreślać historyczną ciągłość dziejów miasta. Krzyż świętego Andrzeja umieszczony w dolnym, nadany Orenburgowi przez Katarzynę II, ma natomiast oddawać wierność miasta wobec państwa rosyjskiego.

## Historia

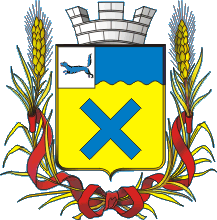
Herb Orenburga 1864

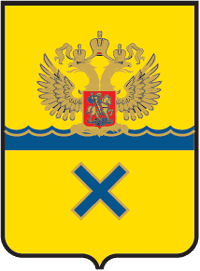
Herb Orenburga używany w latach 1996-2012

Wraz z powstaniem twierdzy Orenburg, znajdującej się na rubieżach Imperium Rosyjskiego, cesarzowa Anna Iwanowna Romanowa 7 czerwca 1734 r., w ramach tzw. przywilejów orenburskich, nadała miastu pierwszy herb. W złote pole wpisane miały zostać dwie skrzyżowane włócznie oraz wojskowa tarcza. Pomysł ten nie został jednak zrealizowany, bo już w 1837 r. proponowano by herbem miasta uczynić wyobrażenie srebrnej kolumny ze złotą koroną cesarską na jej szczycie – jako znaku potęgi Rosji – oraz złotego konia o trzech głowach. Kolejną propozycją było umieszczenie w herbie wyobrażenia psa, przytwierdzonego łańcuchem do wspomnianej kolumny – miał to być symbol pokonanych przez wojska rosyjskie Baszkirów. Innym znakiem heraldycznym jaki był najprawdopodobniej w użyciu była tarcza z wyobrażeniem czarnego orła o jednej głowie, siedzącego na szczycie góry, z koroną cesarską na głowie. Systematyzacja nastąpiła 8 czerwca 1782 r., gdy Orenburg przyjął oficjalny herb, który w zasadzie zgodny jest z obecnie używanym. Stylistyka orła była jednak trochę odmienna, także w inny sposób była przedstawiona Wielka Korona Imperialna Rosji, która znajdowała się na głowach orła i pomiędzy nimi. Krzyż świętego Andrzeja znalazł się w herbie z inicjatywy Katarzyny II, która nadała Orenburgowi Order św. Andrzeja Pierwszego Powołania w dowód zasług za wierność w czasie Powstania Pugaczowa, kiedy to mieszkańcy nie otworzyli bram miasta przed oddziałami rebeliantów. W 1864 r. podjęto decyzję o zmianie herbu. Miała to być tarcza podzielona na dwa pola. Górne koloru błękitnego, którego dolna krawędź stylizowana była na fale rzeki, a dolne barwy złotej z dotychczasowym krzyżem św. Andrzeja. W prawym heraldycznym górnym rogu (lewym z punktu widzenia obserwatora) umieszczony miał być srebrny martes (kuna), nawiązanie do herbu Ufy. Nad tarczą srebrna korona herbowa w formie trójzębnej baszty, a wokół niej wieniec z kłosami zbóż przeplatanymi wstęgą Orderu św. Aleksandra Newskiego. Projekt ten z powodu zmian administracyjnych w guberni nigdy nie wszedł w życie. Wyobrażenie dwugłowego orła na złotym polu przetrwało do 1917 r., gdy po przewrocie bolszewickim wyszło z użycia. W okresie sowieckim używano symboliki komunistycznej.
Rozpad Związku Radzieckiego, a następnie przemiany jakie zachodziły w Federacji Rosyjskiej doprowadziły do ponownego zainteresowania heraldyką miejską. W 1993 r. z okazji dwieście pięćdziesiątej rocznicy powstania miasta pojawił się nieoficjalny herb. Była to biała tarcza w złotym obramowaniu podzielona na dwa poziome pola za pomocą czterech błękitnych linii. W górnym polu znajdowało się wyobrażenie flagi rosyjskiej z drzewcem i napisem "250 lat", a w dolnym polu kłos zboża na tle koła zębatego i czerwona pochodnia. Herb ten nie wszedł do szerszego użycia, ale pojawił się np. na pociągach prowadzących z Orenburga do Moskwy. Wkrótce pojawiło się nowe wyobrażenie herbu, nawiązujące do tradycyjnego. Jedyną różnicą było zastąpienie dawnego czarnego imperialnego orła, nowym złotym orłem zapożyczonym z herbu Federacji Rosyjskiej. W tej wersji w herbie orenburskim znalazł się też wizerunek św. Jerzego zabijającego smoka. Wielka popularność jakie ten wariant uzyskał sprawiła, że 6 lutego 1996 r. Orenburska Rada Miasta w zasadzie dostosowała się do faktów dokonanych i zatwierdziła herb w takiej postaci jako oficjalny symbol heraldyczny miasta. Decyzja ta została potwierdzona raz jeszcze 26 marca 1998 roku.
Mimo to herb ten spotkał się z krytyką, zarówno ekspertów heraldycznych jak i niektórych mieszkańców miasta. Przede wszystkim niezgodne z zasadami było użycie w takiej formie herbu państwowego. Złoty orzeł nie powinien także znajdować się na złotym tle. Pojawienie się w orenburskiej tarczy herbowej herbu Moskwy, jako pośredniego efektu użycia państwowego orła, także spotkało się z krytyką. Dlatego na posiedzeniu rady miejskiej 23 listopada 2011 r. postanowiono dokonać zmiany herbu, przywracając mu formę sprzed 1917 roku. Ostatecznie nowy herb wraz z flagą zostały zaaprobowane 10 maja 2012 roku. Użycie herbu regulowane jest uchwałą rady miasta. Musi on być umieszczany na fasadach budynków najwyższych urzędów Orenburga, znajdować się na salach posiedzeń i w biurach władz miasta, a także na dokumentach wytwarzanych przez orenburską administrację. Herb może też występować w formie z koroną herbową w formie złotej baszty o pięciu zębach. Stary herb będzie dopuszczony do użytku, obok nowego, do roku 2015.